# Teresa Stolz
Teresa Stolz (nombre artístico de Tereza Stolzová) (Kostelec nad Labem, Imperio austríaco, 2 de junio de 1834 - Milán, Italia, 22 de agosto de 1902) fue una famosa soprano checa que conquistó fama en Italia, estrenó operas de Giuseppe Verdi y fue su última compañera.

## Trayectoria
Estudió en Praga, mudándose a Trieste para vivir con su hermano, allí estudio con Luigi Ricci, debutando en Tiflis en 1857 y cantando luego en Odessa, Niza, Granada, etc.
En 1864 se estableció en Milán, debutando en Turín ese mismo año y como gran figura de La Scala entre 1865 y 1877.
Estrenó el papel de Leonora en La forza del destino y en la versión revisada de Don Carlo. Fue la primera Aida en Italia (y la premier europea, el 8 de febrero de 1872) y cantó el Requiem bajo la dirección de Verdi en el Royal Albert Hall de Londres en 1875.
Otros importantes papeles de su repertorio fueron Lucrezia Borgia, Norma, Amelia, Gilda, Desdemona, Alicia en Roberto il diavolo, etc.
Fue encarnada (1982) en la televisión por la actriz Eva Christian.

## Vida privada

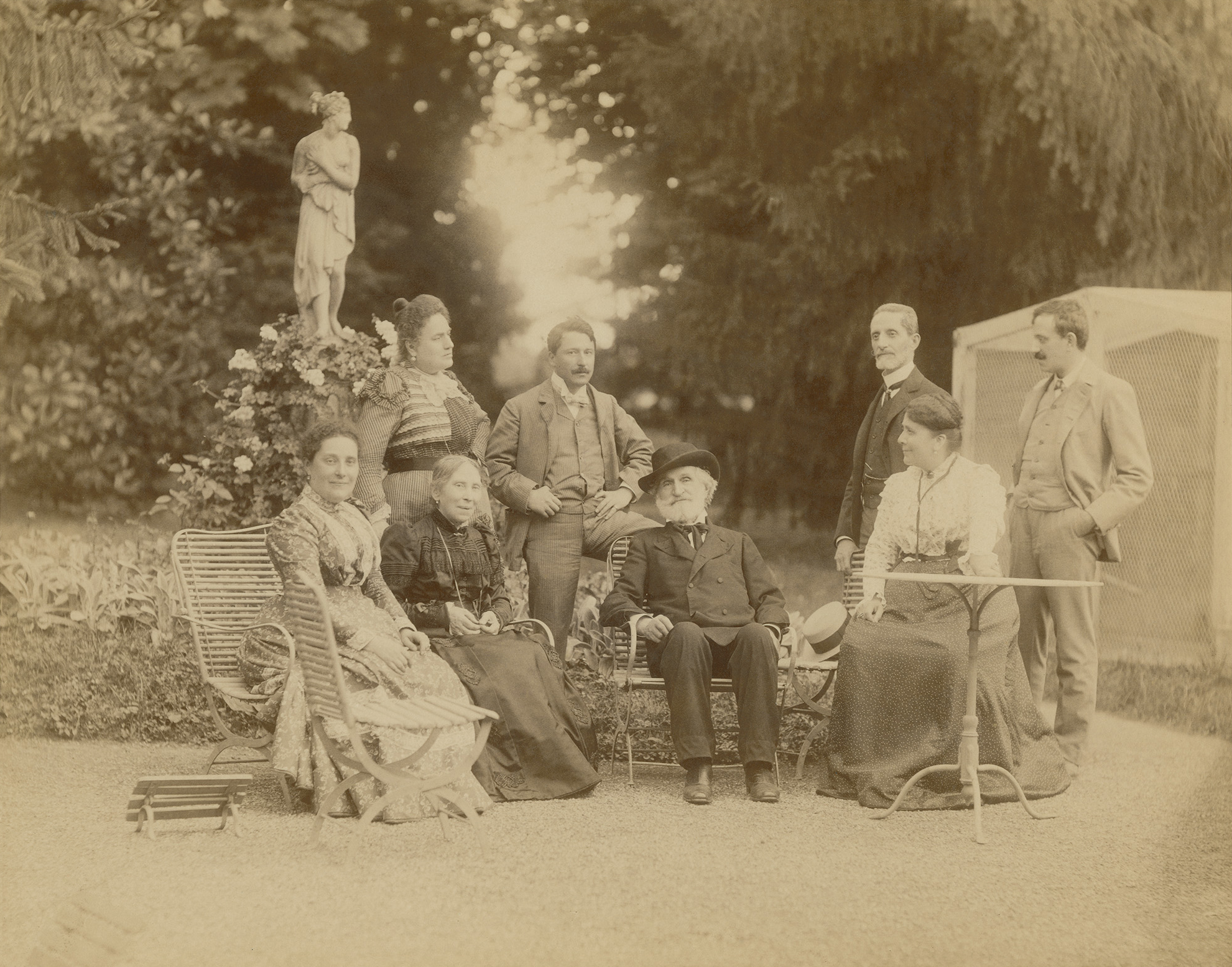
Sentados, de izquierda a derecha: Maria Carrara Verdi, Barberina Strepponi, Giuseppe Verdi, Giuditta Ricordi. De pie, de izquierda a derecha: Teresa Stolz, Umberto Campanari, Giulio Ricordi, Leopoldo Metlicovitz.(Para las etiquetas en File:Maria Carrara Verdi, Barberina Strepponi, Giuseppe Verdi, Giuditta Ricordi, Teresa Stolz, Umberto Campanari, Giulio Ricordi, Leopoldo Metlicovitz (1900) - Archivio storico Ricordi FOTO000757.jpg) Foto de Giulio Rossi, Sant'Agata, 1900.

Su vida privada fue intensa. Fue la amante del director y compositor Angelo Mariani hasta 1871. En 1875 se la acusó de tener una relación con Verdi y a la muerte de Giuseppina Strepponi (la esposa del compositor) se convirtió en su compañía.
Murió en Milán un año después de la muerte de Verdi.
Tuvo dos hermanas gemelas(Ludmila y Francesca) que también fueron cantantes y ambas amantes de Luigi Ricci. Ricci se casó con Ludmila (Lidia) con quien tuvo una hija, Adelaida, que se convertiría en cantante. Adelaida quedó embarazada presumiblemente del compositor Smetana pero murió al abortar, tenía 21 años.
De Francesca (Fanny) tuvo un hijo que heredo la fortuna de Teresa. El compositor de operetas Robert Stolz está relacionado con la familia.